# PRW-13

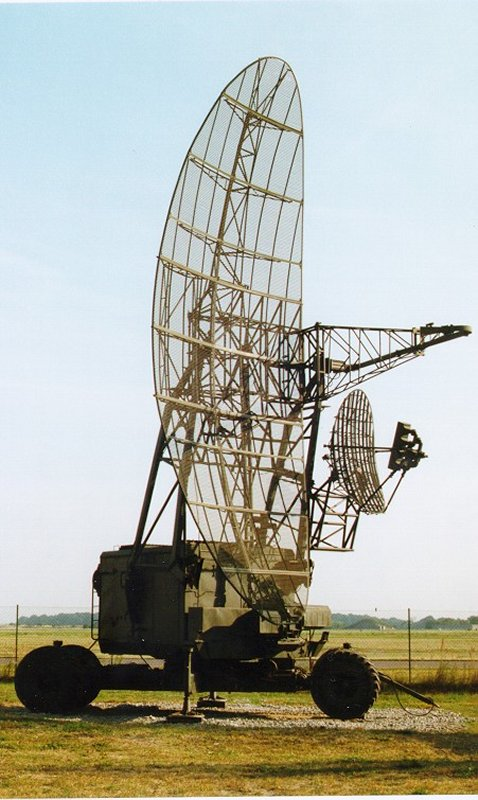
Antenne des PRW-13 "Odd Pair";

Der PRW-13 (russisch ПРВ-13, NATO-Code: Odd Pair) war ein voll fernbedienbarer Höhenfinder sowjetischer Produktion für Höhenbereiche bis 85 Kilometer, der in die deutsche Bundeswehr als Übergangslösung für die neuen Bundesländer übernommen wurde und bis 1998 trotz großer Ersatzteilschwierigkeiten zuverlässig seinen Dienst versah.
Besonderes Kennzeichen ist seine Kompensationsantenne, die zur Nebenkeulenunterdrückung verwendet und manchmal als Baby-Antenne oder Känguru-Anordnung bezeichnet wurde.
Der PRW-13 arbeitete mit einem Magnetron auf einer festen Frequenz, ein zweiter Sender stand in Bereitschaft mit einer von vier Reservefrequenzen, die vor der Übernahme in die Bundeswehr aus Geheimhaltungsgründen nie verwendet werden durften.

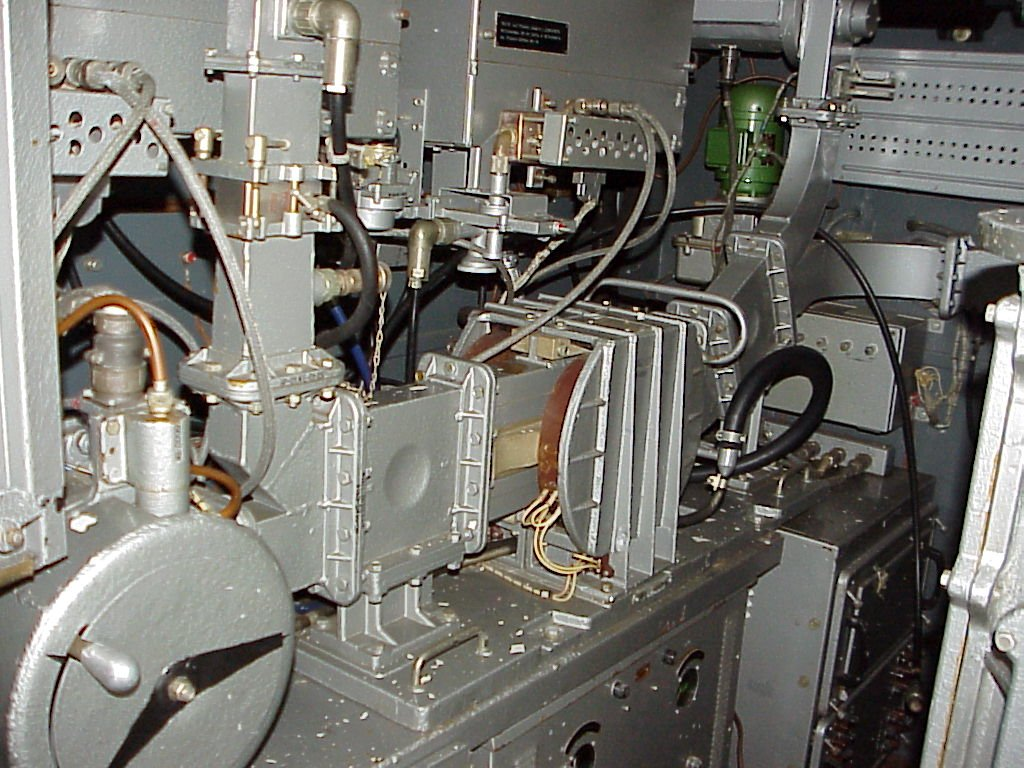
Ferritzirkulator im Höhenfinder PRW-13 für eine Impulsleistung von 1,6 MW

Technologisch bestand der PRW-13 aus bewährten röhrenbestückten Baugruppen seiner Vorgänger, gemischt mit teiltransistorisierten Baugruppen und mit Baugruppen mit integrierten CMOS-Schaltkreisen.
| Technische Daten PRW-13 "Odd Pair"; | Technische Daten PRW-13 "Odd Pair"; |
| ----------------------------------- | ----------------------------------- |
| Frequenzbereich                     | 2,5–2,7 GHz                         |
| Pulswiederholzeit                   |                                     |
| Pulswiederholfrequenz               | 400 Hz                              |
| Sendezeit (PW)                      | 1,5 und 3 µs                        |
| Empfangszeit                        |                                     |
| Totzeit                             |                                     |
| Pulsleistung                        | 1,6 MW                              |
| Durchschnittsleistung               | 1 kW                                |
| angezeigte Entfernung               | 400 km                              |
| Entfernungsauflösung                |                                     |
| Öffnungswinkel                      |                                     |
| Trefferzahl                         | > 15                                |
| Antennenumlaufzeit                  | Synchronlauf möglich                |